# Senzig
Senzig ist ein Ortsteil von Königs Wusterhausen und war vor 2003 eine eigenständige Gemeinde.

## Geografie
Senzig liegt etwa 20 Kilometer südöstlich von Berlin im Landkreis Dahme-Spreewald in Brandenburg.
Der Ort erstreckt sich über fünf Kilometer von Königs Wusterhausen entlang der  L40 (Chausseestraße/An der Chaussee) südlich der Dahme (Krüpelsee und Krimnicksee) in west-östlicher Ausdehnung.
Das Dorf liegt südlich vom Krimnicksee, südwestlich liegt die Waldsiedlung Waldesruh am Zeesener See und östlich liegt die Siedlung Krüpelsee (1920er Jahre) am Krüpelsee. Begrenzt wird Senzig durch die drei Seen Richtung Norden und Südwesten und Wald in Richtung Süden, Westen und Osten, abgesehen von einem breiten Feldstreifen am Gussower Weg Richtung Südosten, genannt Senziger Heide.
Senzig hat mit der L 40 Straßenanbindung an Königs Wusterhausen und Neue Mühle Richtung Westen und Bindow in Richtung Osten, außerdem ist das Dorf durch den Gussower Weg (Feldweg) mit Gussow (Heidesee) verbunden und Waldesruh ist durch die Körbiskruger Straße (Waldweg) mit Körbiskrug (Teil von Zeesen) verbunden. Teilflächen der Senziger Gemarkung gehören zum 1995 gebildeten Naturschutzgebiet Tiergarten, dessen Kern, das alte königliche Jagdrevier Tiergarten, im Westen an Senzig grenzt.

## Geschichte und Etymologie

### 13. bis 16. Jahrhundert
Der Ort wurde im Jahre 1460 und damit vergleichsweise spät erstmals als Sentzk urkundlich erwähnt. 1542 findet sich eine Erwähnung als Sensick, 1572 als Senks. Der Name kommt aus dem Slawischen und bedeutet Ort, wo Heu geerntet wird. Das Sackgassendorf war zu dieser Zeit ein Dorf in der Herrschaft Königs Wusterhausens, zuvor ein Bestandteil des Schenkenländchens.

### 17. Jahrhundert
Vor dem Dreißigjährigen Krieg gab es im Dorf elf Hufner, drei Kossätenhöfe, einen Hirten, jedoch noch keine Schmiede: Bei Bedarf kam ein Laufschmied in den Ort. Die Gemarkung war 16 Hufen groß, davon lagen vier jedoch wüst. Nach dem Krieg gab es lediglich noch den Viceschulzen, einen Erbschulzen, sechs Bauern mit einem Sohn.

### 18. Jahrhundert
Im Jahr 1711 lebten im Ort 14 Hufner sowie der Hirte. Sie mussten für die 16 Hufen je vier Groschen Abgaben zahlen. 1745 war das Dorf auf elf Bauern, drei Kossäten sowie einen unkatastrierten Kossäten angewachsen. Es gab mittlerweile einen eigenen Krug, sowie, außerhalb des Dorfes, eine Ziegelscheune sowie sechs Familienhäuser. Im Jahr 1771 standen im Ort 14 Giebel (= Wohnhäuser). Es gab nach wie vor einen Hirten und die Bewohner zahlten vier Groschen für jede der 16 Hufen.

### 19. Jahrhundert

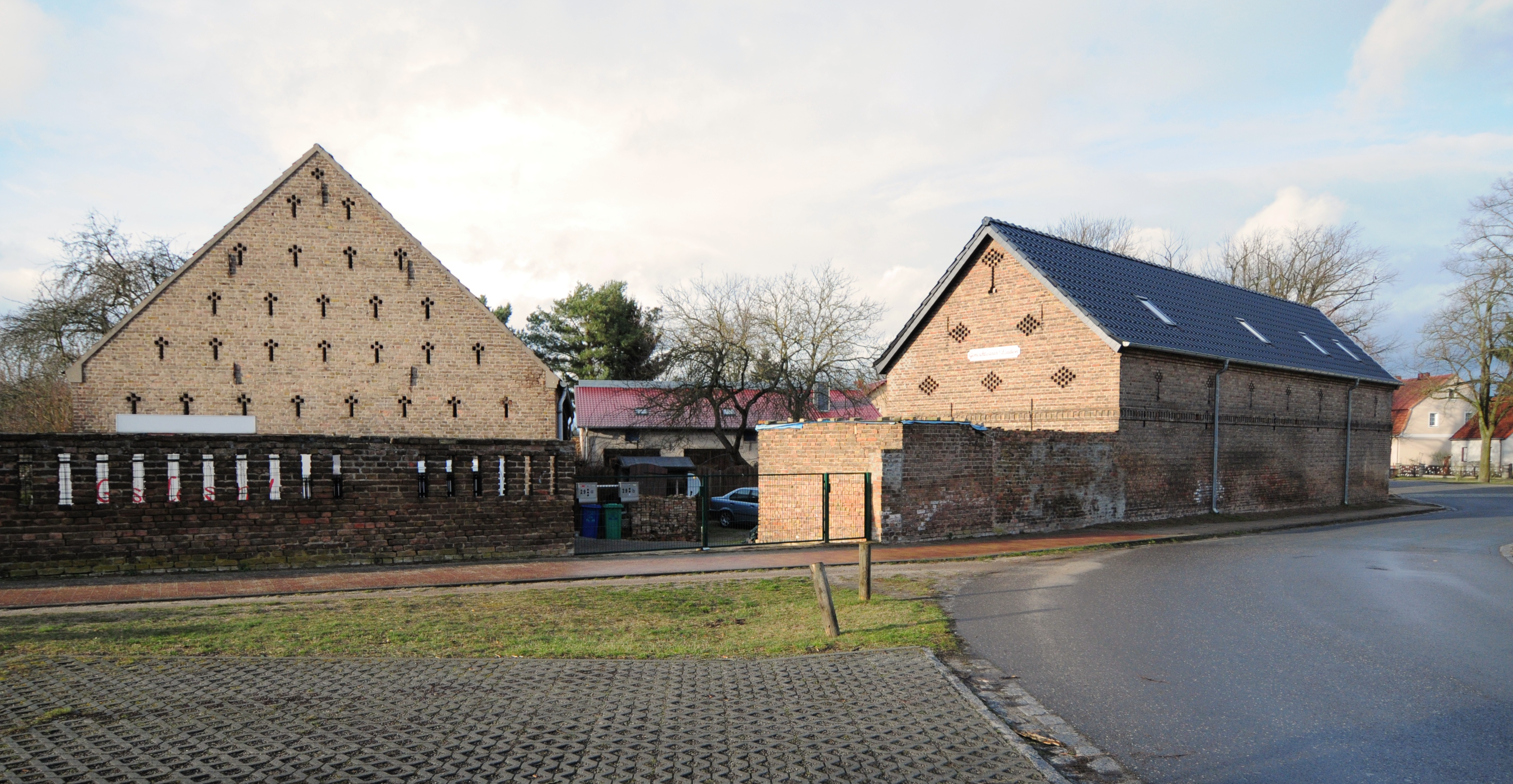
Senzig, landwirtschaftliches Anwesen am Dorfanger

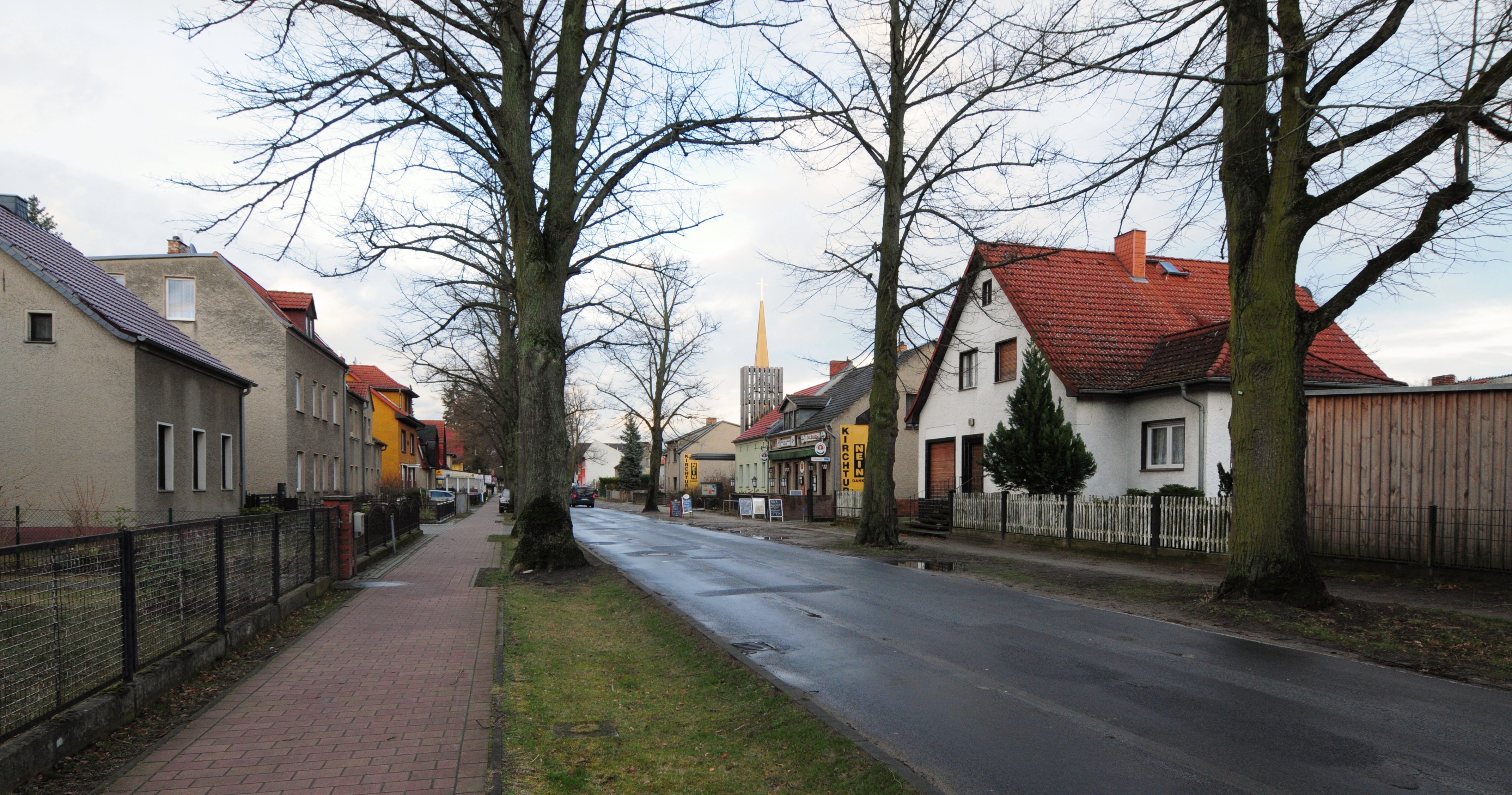
Senzig, Chausseestrasse mit Gasthof und Kirche re.

Im Jahr 1901 lebten im Ort der Lehnschulze, 15 Ganzbauern, ein Ganzkossät, zwölf Büdner und drei Einlieger. Neben dem bereits erwähnten Krug gab es einen Kalkofen und eine Ziegelei. Im Dorf wurden 32 Feuerstellen (=Haushalte) betrieben. 1840 bestanden in Senzig 36 Wohnhäuser. Im Jahr 1858 bestand das Dorf aus der Ziegelei und dem Etablissement Bindowbrück. Es gab 15 Hofeigentümer, die 13 Knechte und Mägde beschäftigten. Hinzu kamen 31 Arbeiter. Im Ort gab es 40 Besitzungen: Eine war zwischen 300 und 600 Morgen groß (458 Morgen). 14 weitere waren zwischen 30 und 300 Morgen groß (zusammen 3866 Morgen), drei weitere zwischen 5 und 30 Morgen (zusammen 30 Morgen). 22 weitere waren kleiner als 5 Morgen (zusammen 25 Morgen). Im Dorf hatten sich zwischenzeitlich zahlreiche Gewerke niedergelassen. Es gab zwei Schuhmachermeister, zwei Schneidermeister, einen Zimmerermeister mit zwei Gesellen, zwei Maurergesellen, einen Kaufmann und sechs Schiffseigentümer mit 22 Schiffen und elf Stromfahrzeuge. Im Ort lebte und arbeitete ein Schankwirt; 14 Personen wurden als „Arme“ bezeichnet. Im Jahr 1860 gab es ein öffentliches, 39 Wohn- und 65 Wirtschaftsgebäude, einschließlich der abgelegenen Kolonie Ziegelei ohne Bindowbrück. Die Gemarkung war 4385 Morgen groß: Dabei entfielen 2752 Morgen auf Wald, 1333 Morgen auf Ackerflächen, 294 Morgen Wiese und 6 Morgen auf Gehöfte.

### 20. und 21. Jahrhundert

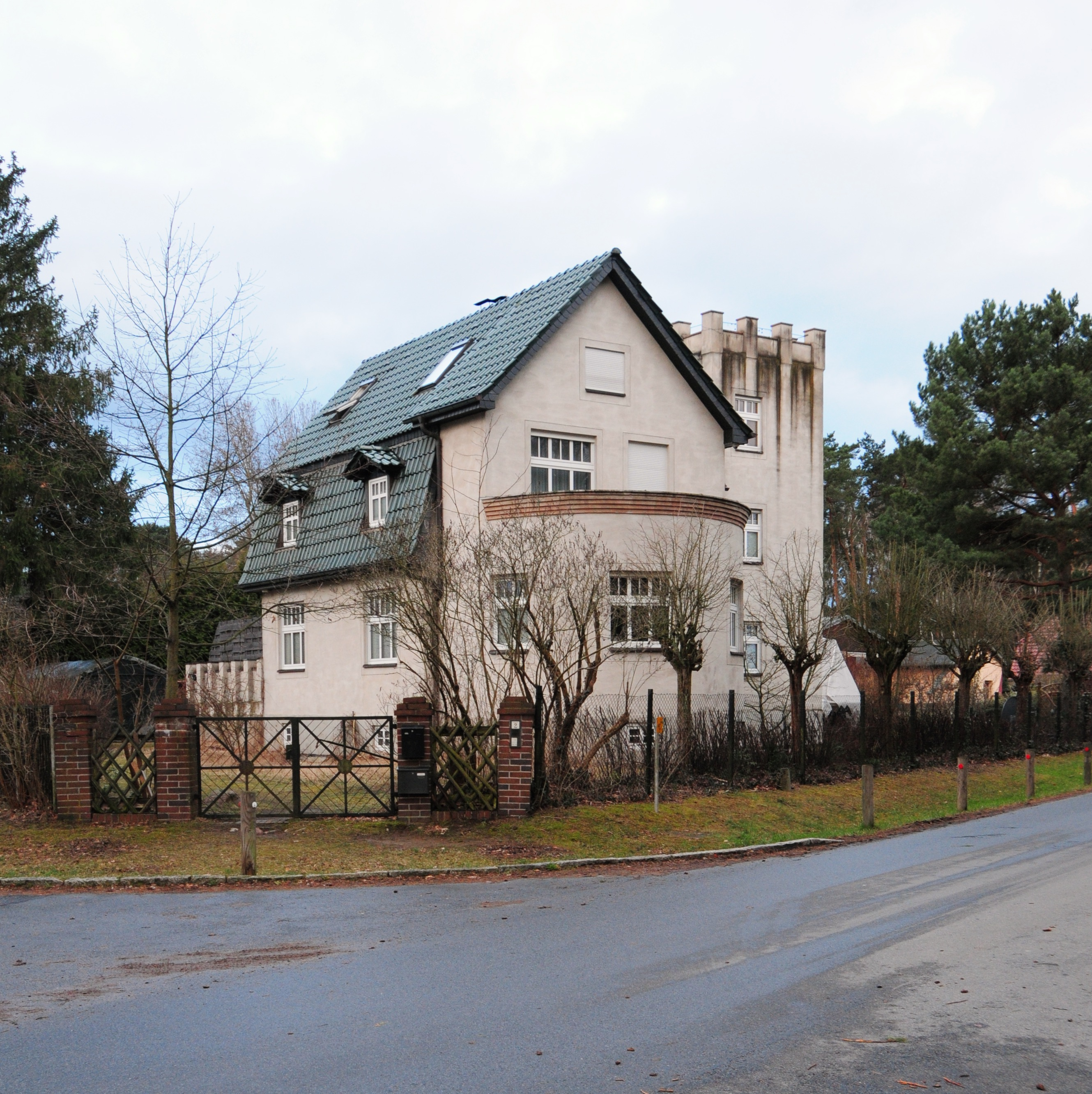
Wohnhaus Senzig, Siedlung Am Krüpelsee

Um die Jahrhundertwende standen im Ort 108 Häuser. Der Bestand wuchs auf 181 Häuser im Jahr 1931 an. 1927 bestanden das Dorf sowie das Kalksandsteinwerk Senzig, 1930 mit Ansiedlung Senzig Siedlung. 1929 wurden Teile des Gutsbezirks Königs Wusterhausener Forst mit 143 Hektar Fläche bei Bindowbrück eingemeindet. 1932 bestand die Gemeinde mit den Wohnplätzen Bindowbrück, Siedlung Am Krüpelsee, Siedlung Am Zeesener See, Siedlung Mitte und Siedlung Waldesruh. Im Jahr 1939 gab es im Dorf einen land- und forstwirtschaftlichen Betrieb, der größer als 100 Hektar war. 13 weitere Betriebe waren zwischen 20 und 100 Hektar groß, zwei Betriebe zwischen 10 und 20 Hektar, zwei Betriebe zwischen 5 und 10 Hektar sowie 25 Betriebe zwischen 0,5 und 5 Hektar.
Nach dem Zweiten Weltkrieg gründete sich 1955 eine LPG vom Typ III mit zunächst 13 Mitgliedern und 49 Hektar landwirtschaftlicher Nutzfläche. Sie wuchs bis zum Jahr 1960 auf 45 Mitglieder und 187 Hektar Fläche an. 1971 wurde sie mit der LPG in Gussow zusammengeschlossen. Weiterhin gab es 1960 eine weitere LPG Typ I mit 50 Mitgliedern und 50 Hektar Fläche, die 1966 mit der LPG Typ III zusammengeschlossen wurde. 1973 bestanden der VEB Herrenkonfektion Senzig, die VEB Tierzucht Potsdam mit dem Betriebsteil Senzig, eine PGH Bauhandwerk, die LPG Gussow-Senzig mit dem Betriebsteil Senzig sowie die Revierförsterei Senzig.
Am 26. Oktober 2003 wurde Senzig nach Königs Wusterhausen eingemeindet.

## Bevölkerungsentwicklung
| Einwohner | 113 | 156 | 178 | 153 | 291 | 342 ohne Bindowbrück | 652 | 1364 und 2 (Kalksandsteinwerk) sowie 20 (Senzig Siedlung) | 2000 | 2591 | 2507 | 2425 | 3462 |

## Kultur und Bildung

### Bildung

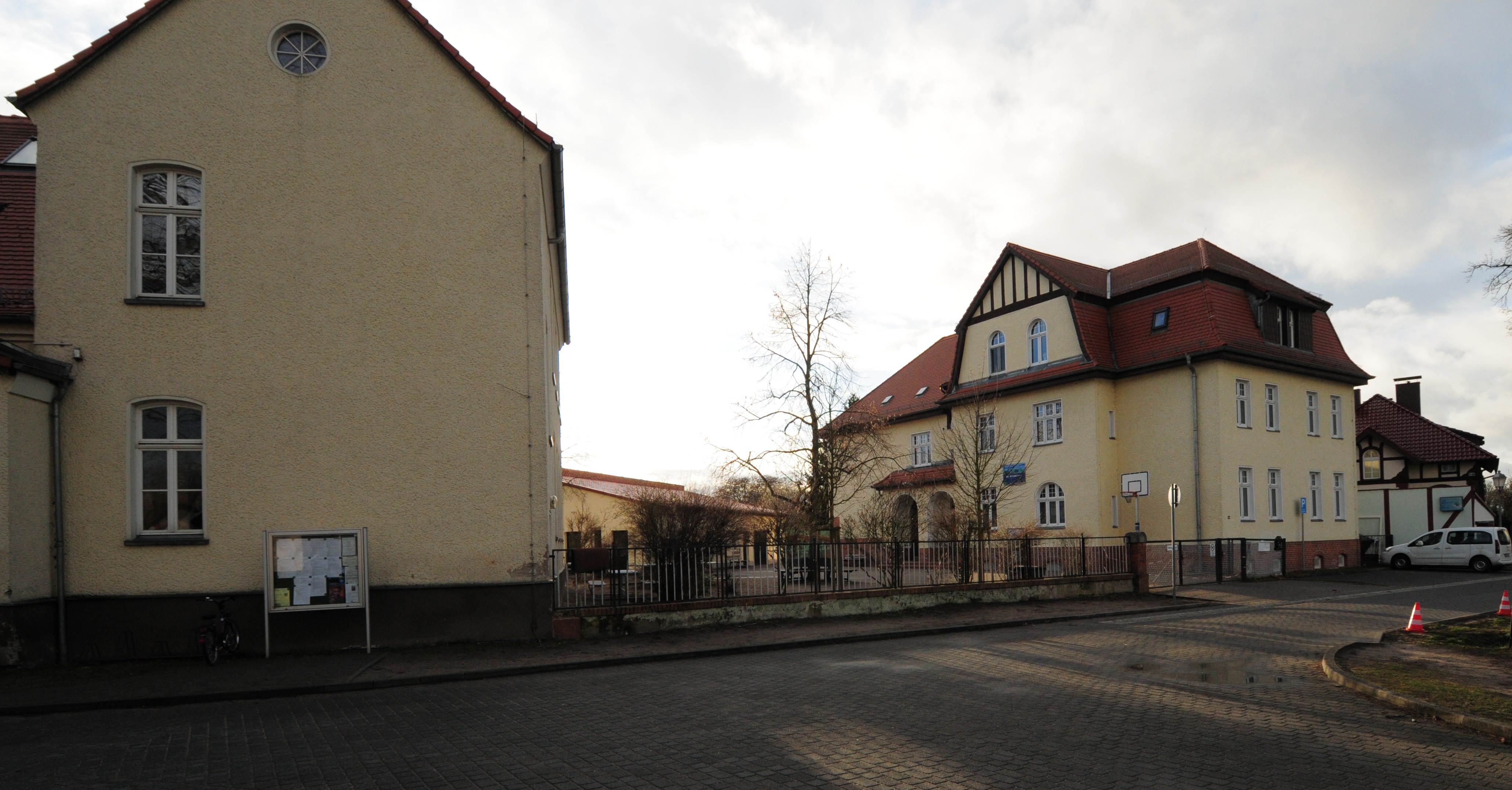
Grundschule Senzig

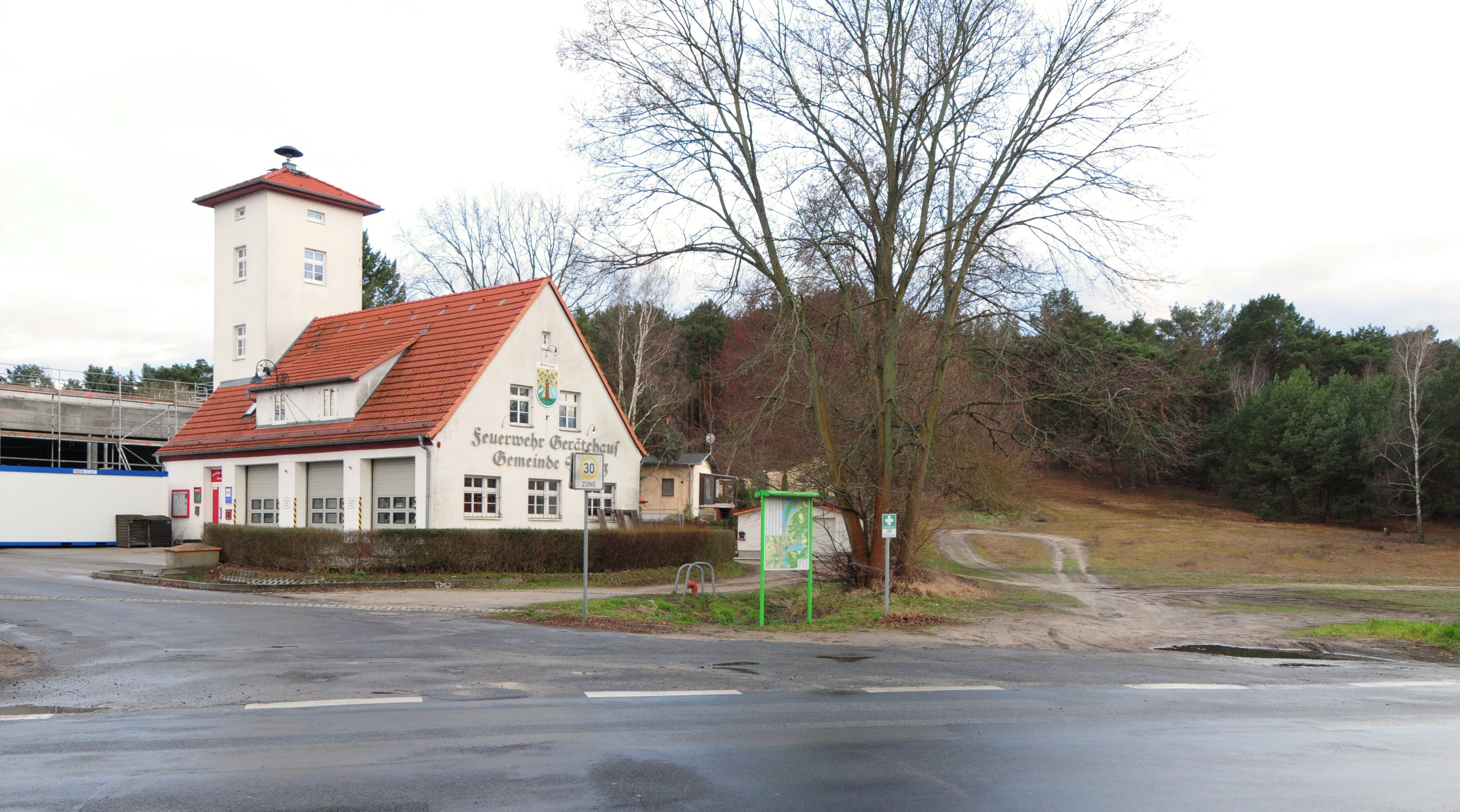
Gebäude der Freiwilligen Feuerwehr

In Senzig befinden sich folgende Betreuungs-, Aus- und Weiterbildungseinrichtungen:
- Grundschule am Krimnicksee
- Kindertagesstätte Pumuckl
- Kinderhaus Sonnenschein

### Politik
Ortsvorsteher von Senzig ist Alexander Pohle.

### Religion
- Evangelische Lukas-Kirchengemeinde Königs Wusterhausen

### Sportvereine
- SG Südstern Senzig e. V. (gegründet 1917)[4]

### Vereine
- Netzwerk Senzig e. V. NETZWERK FÜR SENZIG aktive Ortsgestaltung von Senzigern für Senziger
- Feuerwehrverein Senzig e. V.

## Wappen
Wappenbeschreibung: In Gold wächst aus einem grünen Schildfuß eine braune Linde mit fünf starken grünbeblätterten Ästen, an der rechts am Stamm ein grüner Schild mit nach rechts sehendem links steigenden silbernen Schaf und links ein silberner pfahlgestellter Hecht in Blau anliegen.